# Castelguelfo (stacja kolejowa)
Castelguelfo (wł. Stazione di Castelguelfo) – stacja kolejowa w Fontevivo, w prowincji Parma, w regionie Emilia-Romania, we Włoszech. Znajduje się na linii Mediolan – Bolonia.
Według klasyfikacji RFI ma kategorią brązową.

## Historia
Stacja została otwarta w 1859 roku, wraz z uruchomieniem linii z Piacenzy do Bolonii. W 1907 FS postanowiło rozbudować część towarową stacji.

## Linie kolejowe
- Mediolan – Bolonia